# Дама в окулярах із рушницею в авто (фільм, 2015)
«Дама в окулярах із рушницею в авто» (фр. La dame dans l'auto avec des lunettes et un fusil) — французький фільм-трилер 2015 року поставлений режисером Жоанном Сфаром за романом Себастьяна Жапрізо 1966 року. Римейк фільму 1970 року, поставленоного режисером Анатолем Литваком.

## Сюжет
Дані — доросла і самостійна дівчина двадцяти шести років. Вона розумна, красива та самотня, багато і дуже успішно працює в рекламному бізнесі, адже кар'єра у неї на першому місці.
Одного разу бос Дані просить про невелику послугу — він вирушає у відпустку, і потрібно, щоб Дані відігнала його машину від аеропорту до нього додому. Нічого складного, доручення нескладне і не витратне. Дані береться за це, але вирішує трішки змінити маршрут — на машині шефа заїхати до моря, якого ніколи не бачила і про що давно мріяла. Ніби й не повинно статися нічого страшного, але ця поїздка на пляж спричиняє непередбачені події — дівчина виявляє труп у багажнику авто і рушницю, знаряддя злочину. Ховаючись від поліції і ризикуючи власним життям, Дані залишилося лише одне — переконати себе в тому, що вона ще не остаточно з'їхала з глузду, і що вона — це вона, а не хтось інший. Усієї її фантазії вистачило на те, щоб сховатися в надії, що усе минеться і продовжити поїздку наміченим маршрутом. Але це зовсім не входило у плани зловмисників…
Спроба в усьому розібратися самій, призводить Дані до переосмислення власного життя і до пошуку свого істинного я.

## В ролях
| Фрея Мавор        | ···· | Дані Доремус                  |
| Стейсі Мартен     | ···· | Аніта                         |
| Бенжамен Біоле    | ···· | Мішель Каравай                |
| Еліо Джермано     | ···· | Стефано, на прізвисько «Жорж» |
| Тьєррі Ансісс     | ···· | власник гаража                |
| Сандрін Ларош     | ···· | дружина власника гаража       |
| Фредерік Етерлінк | ···· | тип на СТО                    |
| Ноемі Моралес     | ···· | Сільвія                       |

## Нагороди та номінації
| Список нагород та номінацій | Список нагород та номінацій | Список нагород та номінацій | Список нагород та номінацій | Список нагород та номінацій | Список нагород та номінацій |
| Кінопремія                  | Дата церемонії              | Категорія                   | Номінант(и)                 | Результат                   | Дж                          |
| --------------------------- | --------------------------- | --------------------------- | --------------------------- | --------------------------- | --------------------------- |
| Премія «Магрітт»            | 6.02.2016                   | Найкращий дизайн костюмів   | Паскалін Шаванн             | Перемога                    | [ 4 ]                       |